# Waldorf-Astoria-Zigarettenfabrik

Reklamemarke, vor 1919

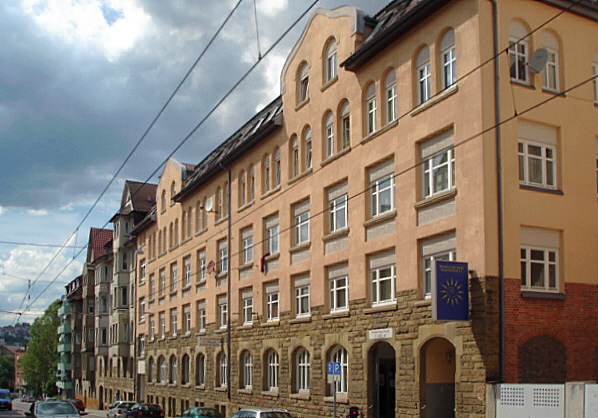
Stammhaus in Stuttgart, Foto 2012

Die Waldorf-Astoria Zigarettenfabrik war ein deutsches Unternehmen zur Herstellung von Zigaretten, das von 1906 bis 1929 bestand. Die von ihm eingeführte Zigaretten-Marke Astor existierte bis 2015.

## Geschichte

### Gründung, Wachstum
Das Unternehmen wurde in der Rechtsform einer GmbH von Emil Molt und weiteren Gesellschaftern am 1. Januar 1906 mit Sitz in Hamburg und Stuttgart gegründet. Die Firma leitete sich von dem weltbekannten New Yorker Hotel Waldorf Astoria ab, dessen Name auf die Hotel-Gründerfamilie Astor und den Ort Walldorf in der Kurpfalz (später Baden) zurückging, aus dem Johann Jakob Astor in die USA gekommen war. Das Markenrecht an der Marke Waldorf-Astoria brachte die Hamburger Zigarrengroßhandlung M. Müller jr. als Gesellschafterin in das neu gegründete Unternehmen ein, sie hatte es ein Jahr zuvor von der US-amerikanischen Waldorf-Astoria Cigar Store Company erworben.
Das Unternehmen arbeitete anfänglich sehr erfolgreich und wurde zum königlich württembergischen Hoflieferanten ernannt. Am 2. Mai 1918 wurde es rückwirkend zum Jahresbeginn in eine Aktiengesellschaft mit 7 Millionen Mark Kapital umgewandelt. Im Jahr 1919 beschäftigte es etwa 1000 Mitarbeiter.
Preiswertere frühe Sorten hießen Oku und Modzu, die teureren waren nach nordamerikanischen Städten wie Halifax, Montreal, Boston oder Washington benannt. Andere Marken hießen später Clio, Blau Punkt, Walasco, Graf Waldo oder Oberst.

### Waldorfschule, anthroposophischer Konzern
Am 7. September 1919 gründete Emil Molt in Zusammenarbeit mit Rudolf Steiner in Stuttgart die erste Waldorfschule als eine Betriebsschule für die Kinder der Arbeiter und Angestellten der Zigarettenfabrik. Steiner, der die Ausbildung und Beratung des Lehrerkollegiums übernahm, machte die Schule zum Ausgangspunkt der anthroposophischen Waldorfpädagogik.
Ab 1920 gehörte das Unternehmen zum anthroposophischen Konzern „Der Kommende Tag“, Aktiengesellschaft zur Förderung wirtschaftlicher und geistiger Werte, der jedoch Anfang 1925 liquidiert werden musste. Danach war die Mehrheit des auf 1.005.000 Reichsmark umgestellten Aktienkapitals – vermutlich aufgrund hoher Zahlungsrückstände für Tabaklieferungen – in den Händen des Wiener Tabakgroßhändlers Kiazim Emin, die Leitung des Unternehmens lag weiterhin bei Emil Molt.

### Untergang, Übernahme
In der zweiten Hälfte der 1920er Jahre geriet das Unternehmen durch die anhaltend schwierige Wirtschaftslage in der Tabakindustrie und veraltete Produktionsmethoden in Schwierigkeiten. Es wurde schließlich 1929 durch den Reemtsma-Konzern übernommen und liquidiert. Zigaretten der Marke Astor mit dem Porträt von Johann Jakob Astor auf der Packung wurden bis 2015 von Reemtsma hergestellt und vertrieben, dann wurde die Marke aufgegeben.
Das Stammhaus Hackstraße 11 in Stuttgart-Stöckach ist weitgehend erhalten und wird als Gewerbe- und Wohnhaus genutzt.